# Logan Lerman
Logan Wade Lerman (Beverly Hills, 19 de janeiro de 1992) é um ator norte-americano. Ele é mais reconhecido por interpretar o personagem-título da série de filmes de fantasia e aventura Percy Jackson (filmes) e o personagem Charlie no filme de drama adolescente, As Vantagens de Ser Invisível.

## Biografia
Nascido e criado em Beverly Hills, localizada na Califórnia (Estados Unidos), Logan decidiu que queria ser ator aos dois anos e meio de idade, após assistir a um filme de Jackie Chan.
Em 1996, aos quatro anos, ele já tinha um agente, tendo sido escalado para dois comerciais. A partir daí, começou a trabalhar em filmes e séries de televisão.
Lerman é o melhor amigo do ator Dean Collins, a quem conheceu atuando na série de televisão Jack & Bobby. Em seu tempo livre, os dois produzem curtas-metragens para uma página oficial no YouTube com o nome de conta "monkeynuts1069".
Em 2006, Collins e Lerman formaram uma banda chamada Indigo, juntamente com o músico Daniel Pashman; Collins nos vocais, Lerman no teclado e guitarra, e Pashman na bateria. Lerman também toca piano.
Em 2010, ele se formou no ensino secundário pela famosa pública Beverly Hills High School. Lerman é judeu e cresceu em um "ambiente familiar estável". A maioria de seus familiares trabalha na profissão médica. Sua família é proprietária, da clínica de ortopedia e próteses Lerman & Son, que é gerida por seus avós paternos, Mina (Schwartz) e Max Lerman. O negócio familiar foi fundado por seu bisavô, Jacob Lerman, em 1915. Ele manifestou interesse em estar envolvido em "tudo que entra em fazer um filme", incluindo o desejo de escrever, produzir e dirigir.
Em 2010, ele aplicou-se a estudar escrita criativa na Universidade de Nova York, mas adiou o seu comparecimento. Os seus diretores favoritos incluem Wes Anderson, Stanley Kubrick, David Fincher e Peter Bogdanovich, e ele citou Beleza Americana, Clube da Luta e Brilho Eterno de uma Mente sem Lembranças entre os seus filmes favoritos.

## Família
Ele é filho de Larry Lerman e Lisa Goldman. Ele tem ainda dois irmãos maiores: Lindsey Lerman e Lucas Lerman, nascido do mesmo casamento dos seus pais.
Por parte de mãe, tem uma madrasta Marilyn Silver; e duas meio-irmãs Laura Silver e Ashley Silver.

## Carreira de ator
Em 2000, com apenas oito anos de idade, fez a sua estreia no cinema no filme O Patriota, interpretando "William Martin", um dos filhos mais novos do personagem de Mel Gibson. No mesmo ano, apareceu em Do Que as Mulheres Gostam, um filme de comédia também estrelado por Mel Gibson; no filme Logan interpretou o personagem de Gibson, "Nick Marshall", quando mais novo.
Em 2001, logo após um pequeno papel no filme Os Garotos da Minha Vida, seguiram-se os filmes The Flannerys e A Painted House, no papel de "Luke Chandler", por esse filme ganhou o prêmio Young Artist Awards de melhor performance em uma produção televisiva.
Em 2003, Logan estreou na série de televisão 10-8: Officers on Duty como "Bobby Justo".
Em 2004, ele interpretou o personagem de Ashton Kutcher, "Evan Treborn", aos sete anos no filme The Butterfly Effect.

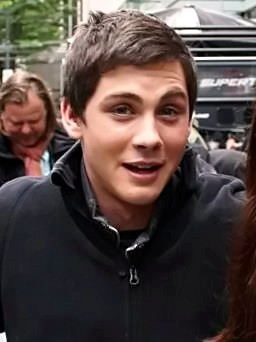
Logan Lerman nos bastidores das filmagens do filme Percy Jackson e o Mar de Monstros em 2012.

 Também em 2004, veio o seu papel de maior relevo na televisão, na série Jack & Bobby, atuando como protagonista como "Robert (Bobby) McCallister", um adolescente que no futuro viria a ser o presidente dos Estados Unidos da América. A série foi ao ar pela The WB Television Network entre 2004 e 2005, posteriormente foi cancelada, embora Lerman tenha recebido outro Young Artist Awards por seu desempenho. Continuando o seu trabalho no cinema, Lerman apareceu em Hoot, como "Roy Eberhardt", o filme estreou em maio de 2006 e por sua atuação nesse filme ganhou mais um Young Artist Awards, na categoria de melhor performance num longa-metragem. Lerman aparece em Número 23 de 2007, onde atua como "Robin Sparrow", filho do personagem de Jim Carrey, "Walter Sparrow". No mesmo ano fez Os Indomáveis, onde interpreta "William Evans", filho de "Dan Evans" papel estrelado por Christian Bale. Por seu trabalho em Os Indomáveis, Lerman foi novamente nomeado para o Young Artist Awards concorrendo na categoria de melhor performance em um longa-metragem, foi o segundo ano consecutivo em que recebeu uma nomeação nesta categoria, mas desta vez não ganhou. 
Em 2008, desempenhou o papel de "The Kid" em Meet Bill, o personagem de Lerman nunca é chamado pelo seu nome. 
Ainda em 2009, Lerman aparece no filme de ficção científica Gamer. Ele interpreta "Simon", um adolescente que controla um dos personagens em um jogo de vídeo game. Logan também tem um papel de relevo no filme de comédia My One and Only, interpretando "George Hamilton", um sério aspirante a escritor, que depois que seus pais se separam abruptamente, acompanha a mãe e o irmão em uma viagem através do país, finalmente desembarcando em Hollywood. 

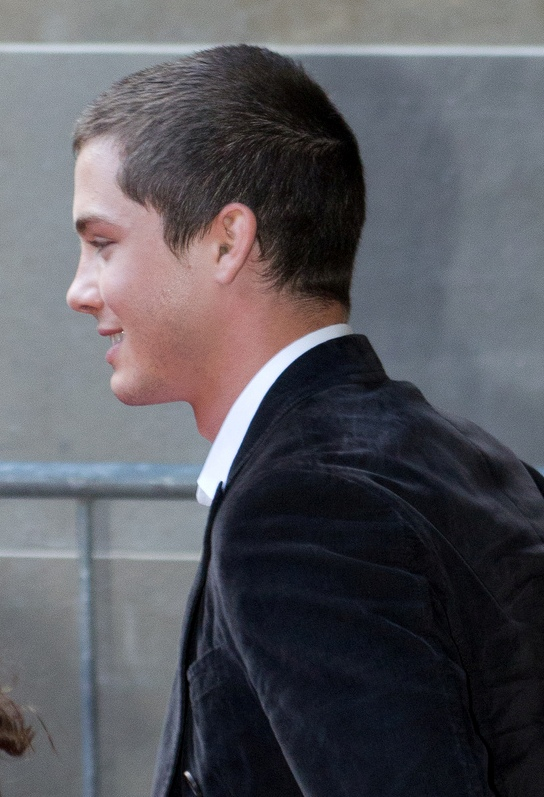
Lerman no Festival Internacional de Cinema de Toronto em Setembro de 2012.

Lerman filmou a adaptação da série de livros Percy Jackson e os Olimpianos de Rick Riordan como o protagonista principal Percy Jackson. O primeiro filme da série, intitulado Percy Jackson e o Ladrão de Raios, estreou em fevereiro de 2010, onde atuou ao lado dos outros co-principais Brandon T. Jackson e fez par romântico com Alexandra Daddario.
Em 2011, ele interpretou D'Artagnan na versão contemporânea de Os Três Mosqueteiros, onde foi convidado pelo diretor Paul W.S. Anderson; o filme foi filmado em agosto de 2010 e a sua estreia foi em  14 de outubro de 2011. Lerman teve que colocar extensões no cabelo para interpretar seu personagem. Tendo pouco tempo de férias Logan logo foi escalado para a adaptação cinematográfica de Stephen Chbosky em As Vantagens de Ser Invisível, atuando no papel principal, ficou um tempo trancado e sozinho tentando entrar na cabeça e entender os sentimentos do personagem Charlie, o ator ficou honrado com a escolha  já que o livro era um de seus favoritos, o filme também foi protagonizado pela atriz Emma Watson.
Em 2012, Logan também filmou Stuck In Love, onde faz par romântico com a atriz Lily Collins.
Em 2013, ele novamente retornou ao seu papel de Percy Jackson, agora no segundo filme da saga, intitulado Percy Jackson e o Mar de Monstros em 2013, novamente atuando ao lado de Alexandra Daddario (seu par romântico), Brandon T. Jackson e a nova adição Leven Rambin.
Em 2014, atuou como o personagem Cam, um filho de Noé (interpretado por Russell Crowe) no filme Noah, novamente atuando ao lado de Emma Watson.
Em 2017, está escalado para estrelar o filme de drama The Only Living Boy in New York, o próximo trabalho de Seth Gordon, o diretor de Horrible Bosses, neste filme Logan interpretará o personagem Thomas, um adolescente que descobre que seu pai autoritário está tendo um caso extraconjugal e quando ele tenta intervir, acaba também se envolvendo com a amante de seu pai.

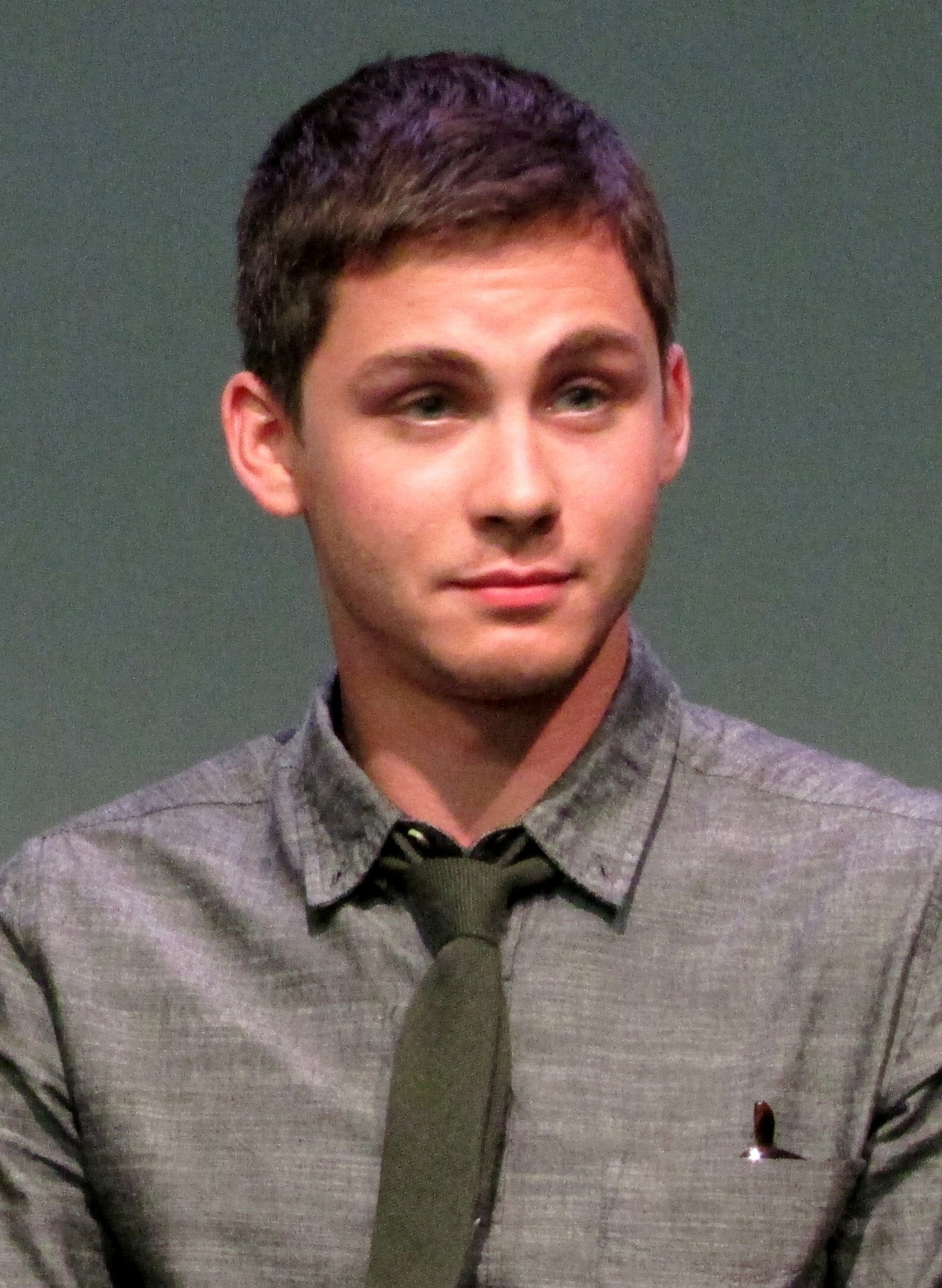
Lerman em julho de 2013.

## Filmografia

### Cinema
| Ano  | Título original                                    | Papel                |
| ---- | -------------------------------------------------- | -------------------- |
| 2000 | The Patriot                                        | William Martin       |
| 2000 | What Women Want                                    | Nick Marshall (novo) |
| 2001 | Riding in Cars with Boys                           | Jason (aos 8)        |
| 2004 | The Butterfly Effect                               | Evan Treborn (aos 7) |
| 2006 | Hoot                                               | Roy Eberhardt        |
| 2007 | The Number 23                                      | Robin Sparrow        |
| 2007 | 3:10 to Yuma                                       | William Evans        |
| 2008 | Meet Bill                                          | O Garoto             |
| 2009 | Gamer                                              | Simon Silverton      |
| 2009 | My One and Only                                    | George Devereaux     |
| 2010 | Percy Jackson & the Olympians: The Lightning Thief | Percy Jackson        |
| 2011 | The Three Musketeers                               | D'Artagnan           |
| 2012 | Stuck in Love                                      | Louis                |
| 2012 | The Perks of Being a Wallflower                    | Charlie              |
| 2013 | Percy Jackson: Sea of Monsters                     | Percy Jackson        |
| 2014 | Noah                                               | Cam                  |
| 2014 | Fury                                               | Norman               |
| 2016 | Indignation                                        | Marcus               |
| 2017 | The Vanishing of Sidney Hall                       | Sidney Hall          |
| 2018 | Sgt. Stubby: An American Hero                      | Robert Conroy        |
| 2019 | End of Sentence                                    | Sean Fogle           |
| 2020 | Shirley                                            | Fred Nemser          |
| 2022 | Bullet Train                                       | [ 2 ]                |

### Televisão
| Ano       | Título                 | Papel             | Episódios    |
| --------- | ---------------------- | ----------------- | ------------ |
| 2003      | A Painted House        | Luke Chandler     | Telefilme    |
| 2003      | The Flannerys          |                   |              |
| 2003      | 10-8: Officers on Duty | Bobby Justo       | 1 episódio   |
| 2004-2005 | Jack & Bobby           | Bobby McCallister | 22 episódios |
| 2020-2023 | Hunters                | Jonah Heidelbaum  | 10 episódios |

## Prêmios e indicações
| Ano  | Resultado | Premiação                   | Categoria                                                                                    | Título                            |
| ---- | --------- | --------------------------- | -------------------------------------------------------------------------------------------- | --------------------------------- |
| 2001 | Nomeado   | Young Artist Awards         | Melhor Elenco em Filme                                                                       | O Patriota                        |
| 2004 | Venceu    | Young Artist Awards         | Melhor Performance em Filme para de televisão, Minissérie ou Especial - Ator Jovem Principal | A Painted House                   |
| 2005 | Venceu    | Young Artist Awards         | Melhor Performance em Série de televisão (Comédia ou Drama) - Ator Jovem Principal           | Jack & Bobby                      |
| 2007 | Venceu    | Young Artist Awards         | Melhor Performance em Filme - Ator Jovem Principal                                           | Os Heróis do Pedaço               |
| 2008 | Nomeado   | Young Artist Awards         | Melhor Performance em Filme - Ator Jovem Principal                                           | Os Indomáveis                     |
| 2008 | Nomeado   | Prémios Screen Actors Guild | Performance Marcante de Elenco em Filme                                                      | Os Indomáveis                     |
| 2010 | Nomeado   | MTV Movie Awards            | Ator Revelação                                                                               | Percy Jackson e O Ladrão de Raios |
| 2010 | Nomeado   | MTV Movie Awards            | Melhor Luta (com Jake Abel)                                                                  | Percy Jackson e O Ladrão de Raios |
| 2010 | Nomeado   | Teen Choice Awards          | Ator Revelação                                                                               | Percy Jackson e O Ladrão de Raios |
| 2010 | Nomeado   | Teen Choice Awards          | Melhor Luta (com Jake Abel)                                                                  | Percy Jackson e O Ladrão de Raios |
| 2013 | Nomeado   | MTV Movie Awards            | Melhor Beijo (com Emma Watson)                                                               | As Vantagens de Ser Invisível     |
| 2013 | Venceu    | Teen Choice Awards          | Melhor Ator, Drama                                                                           | As Vantagens de Ser Invisível     |